# سینه‌سفیدها
سینه‌سفیدها (نام علمی: Uria)، نام یک سرده از تیره ماهی‌گیرک است.

## گونه‌ها
- سینه‌سفید نوک‌قلمی  Uria aalge
- سینه‌سفید نوک‌کلفت  Uria lomvia